# Szepesárki
Szepesárki (szlovákul: Jamnik) falu Szlovákiában, a Kassai kerület Iglói járásában.

## Fekvése
Iglótól 7 km-re keletre, a Hernád bal oldalán található.

## Története
A falu első írásos említése 1277-ből származik „Yempnik” néven. A 13. században a szepesi vár uradalmához tartozott. A későbbiek folyamán 1287-ben „Jemnuk”, 1327-ben „Jemnik” néven találjuk. 1453-ban Lőcse jobbágyfaluja lett. A középkorban elsősorban mezőgazdasági falu volt. 1605-ben 19 háza létezett. 1773-ban „Jamnik” a falu neve. 1787-ben 48 háza és 309 lakosa volt.
A 18. század végén Vályi András így ír róla: „JAMNIK. Tót falu Szepes Várm. lakosai katolikusok, fekszik Lőcséhez 1 mértföldnyire, Odorinnak filiája, első Károly Petró kép metzőnek ajándékozá, mivel a’ Magyarok tzimerét, jelesen el készítette; azután Lőtse Városának birtokába jutott.”
1828-ban 58 házát 422-en lakták. Lakosai főleg mezőgazdasági munkákat végeztek.
Fényes Elek 1851-ben kiadott geográfiai szótárában így ír a faluról: „Jamnik, tót falu, Szepes vmegyében, Odorin fiókja, 417 kath., 5 evang. lak. Kastély. F. u. Jóhny. Ut. p. Lőcse.”
A 19 század második felében itt is tombolt a kolera. A 20. század elején sokan vándoroltak ki Amerikába a faluból. A trianoni diktátumig Szepes vármegye Szepesváraljai járásához tartozott.

## Népessége
| Év:            | 1994. | 2004.   | 2014.    | 2024.   |
| -------------- | ----- | ------- | -------- | ------- |
| Emberek száma: | 1049  | 1061    | 1171     | 1202    |
| Eltérés:       |       | +1,14 % | +10,36 % | +2,64 % |

| Év:            | 2023. | 2024.   |
| -------------- | ----- | ------- |
| Emberek száma: | 1192  | 1202    |
| Eltérés:       |       | +0,83 % |

1910-ben 433 lakosa volt.
1919-ben 393-an lakták, ebből 373 csehszlovák, 11 magyar, 3 német, 6 egyéb nemzetiségű.
1970-ben 731 lakosa volt.
2001-ben 1054 lakosa volt.
2012-ben 1122-en lakták.